# CSF Group-Navigare/Saison 2008
Mannschaft und Erfolge des Radsportteams CSF Group-Navigare in der Saison 2008.

## Erfolge

### Erfolge in der UCI Asia Tour
Bei den Rennen der UCI Asia Tour im Jahr 2008 gelangen dem Team nachstehende Erfolg.
| Datum       | Rennen                     | Kat. | Sieger         |
| ----------- | -------------------------- | ---- | -------------- |
| 16. Februar | 8. Etappe Tour de Langkawi | 2.HC | Filippo Savini |
| 17. Februar | 9. Etappe Tour de Langkawi | 2.HC | Mauro Richeze  |

### Erfolge in der UCI Europe Tour
Bei den Rennen der UCI Europe Tour im Jahr 2008 gelangen dem Team nachstehende Erfolge.
| Datum     | Rennen                              | Kat. | Sieger              |
| --------- | ----------------------------------- | ---- | ------------------- |
| 29. März  | 5. Etappe Settimana Internazionale  | 2.1  | Emanuele Sella      |
| 11. April | 4. Etappe Circuit de la Sarthe      | 2.1  | Maximiliano Richeze |
| 16. April | 3. Etappe Presidential Cycling Tour | 2.1  | Matteo Priamo       |
| 17. April | 4. Etappe Presidential Cycling Tour | 2.1  | Filippo Savini      |
| 18. April | 5. Etappe Presidential Cycling Tour | 2.1  | Matteo Priamo       |
| 20. April | 7. Etappe Presidential Cycling Tour | 2.1  | Maximiliano Richeze |
| 15. Mai   | 6. Etappe Giro d’Italia             |      | Matteo Priamo       |
| 24. Mai   | 14. Etappe Giro d’Italia            |      | Emanuele Sella      |
| 25. Mai   | 15. Etappe Giro d’Italia            |      | Emanuele Sella      |
| 31. Mai   | 20. Etappe Giro d’Italia            |      | Emanuele Sella      |
| 30. Juli  | 1. Etappe Dänemark-Rundfahrt        | 2.HC | Ruben Bongiorno     |
| 2. August | 4a. Etappe Dänemark-Rundfahrt       | 2.HC | Ruben Bongiorno     |

## Mannschaft

### Zugänge – Abgänge
| Zugänge         | Team 2007 | Abgänge                          | Team 2008                           |
| --------------- | --------- | -------------------------------- | ----------------------------------- |
| Federico Canuti | Neoprofi  | Luca Mazzanti                    | Tinkoff Credit Systems              |
| Mauro Finetto   | Neoprofi  | Miguel Ángel Rubiano             | Centri della Calzatura-Partizan     |
| Marco Frapporti | Neoprofi  | Serhij Matwjejew                 | Cinelli-Endeka-OPD                  |
| Mauro Richeze   | Neoprofi  | Moisés Aldape                    | Type 1                              |
|                 |           | Antonio Bucciero                 | Unbekannt                           |
|                 |           | Daniele Colli                    | P-Nívó Betonexpressz 2000 Corratec  |
|                 |           | Paride Grillo (bis 01.09.)       | Serramenti PVC Diquigiovanni (2009) |
|                 |           | Luis Felipe Laverde (bis 01.09.) | Unbekannt                           |
|                 |           | Emanuele Sella (bis 01.09.)      | Dopingsperre                        |

### Kader
| Name                 | Geburtstag        | Nationalität |
| Fortunato Baliani    | 6. Juli 1974      | Italien      |
| Ruben Bongiorno      | 29. Juli 1978     | Argentinien  |
| Federico Canuti      | 30. August 1985   | Italien      |
| Tiziano Dall’Antonia | 26. Juli 1983     | Italien      |
| Mauro Finetto        | 10. Mai 1985      | Italien      |
| Marco Frapporti      | 30. März 1985     | Italien      |
| Andrea Pagoto        | 11. Juli 1985     | Italien      |
| Julio Pérez Cuapio   | 30. Juli 1977     | Mexiko       |
| Domenico Pozzovivo   | 30. November 1982 | Italien      |
| Matteo Priamo        | 20. März 1982     | Italien      |
| Mauro Richeze        | 7. Dezember 1985  | Argentinien  |
| Maximiliano Richeze  | 7. März 1983      | Argentinien  |
| Filippo Savini       | 2. Mai 1985       | Italien      |
| Francesco Tomei      | 19. Mai 1985      | Italien      |